# Denise Miller
Denise "Denny" Miller, es un personaje ficticio de la serie de televisión australiana Home and Away, interpretada por el actriz Jessica Grace Smith del 12 de febrero de 2014 hasta el 15 de septiembre del 2015.

## Biografía
Denny aparece por primera vez en la bahía en febrero del 2014 cuando asiste al funeral de Ethan MacGuire, cuando Hannah Wilson la ve en el servicio se acerca a ella y le pregunta quién es pero Denny se pone a la defensiva y se va. 
Cuando Hannah ve nuevamente a Denny se disculpa con ella y le dice que habían empezado mal, cuando Hannah le dice que era la hermana de la difunda esposa de Ethan, Denny finalmente le revela que ella era la hija de Ethan por lo que Hannah le pide que no le diga nada a sus medios hermanos Oscar MacGuirecc y Evelyn MacGuire sobre quien era mientras ellos manejaban la reciente pérdida de su padre. Poco después Denny renta una caravana en el parque y se muda y poco después se reúne con su tío Zac MacGuire.
Cuando Denny le pide a Hannah conocer a sus medio hermanos ella le dice nuevamente que ellos habían sufrido mucho esos últimos años luego de la muerte de su madre y haber sido parte de un culto. Cuando Zac encuentra una foto de Denny cuando era una bebé entre las cosas de Ethan se la da y ella se da cuenta de que Ethan siempre supo de su existencia. Cuando Oscar y Evelyn descubren la verdad sobre Denny, Oscar decide conocerla pero Evelyn se rehúsa y aunque Oscar intenta convencerla no lo logra, poco después Evelyn le revela a Hannah que la razón por la que no quería conocer a Denny era porque no quería saber más sobre las mentiras de su padre y cuando Hannah le dice que ella no tenía la culpa y era tan inocente como ella de las mentiras de Ethan cambia de parecer y va a conocerla.
Poco después de su llegada Chris Harrington comienza a interesarse en Denny e intenta sorprenderla con varios actos que no le resultan. Poco después Denny finalmente acepta sus sentimientos por Casey Braxton y comienzan a salir, más tarde Casey le dice a su hermano Brax que le propondrá matrimonio a Danny, sin embargo la felicidad de la pareja se destruye cuando Casey recibe un disparo por parte de Jake Pirovic mientras intentaba salvar a su medio hermano Josh Barrett, lo que deja destrozada a Denny.
Denny vuelve a derrumbarse cuando descubre que Casey le iba a pedir matrimonio antes de que fuera asesinado después de que Darryl "Brax" Braxton le diera el anillo que Casey había comprado para ella, poco después cuando Denny se encuentra con Ricky Sharpe ella le revela que la razón por la que Brax le había dado el anillo no solo era para que supiera que Casey le iba a pedir que se casara con él sino que también era la forma en la que Brax le decía a Denny que la consideraba parte de su familia.
En septiembre del 2015 Denny estaba preparada para irse de Summer Bay y viajar alrededor de Europa. El 15 de septiembre del mismo año antes de irse Denny decide pasar a visitar a su primo Hunter King, para preguntarle si estaba interesado en obtener su trabajo; sin embargo Denny se encuentra con Charlotte King y cuando la descubre con el dinero que había desaparecido del "Dinner", comienzan a pelear, lo que ocasiona que Denny sea asesinada por Charlotte, luego de que esta la empujara y ocasionara que Denny se golpeara en la cabeza y muriera al instante, poco después Charlotte esconde el cuerpo de Denny.